# Gedenkbord Eemnesserpolder

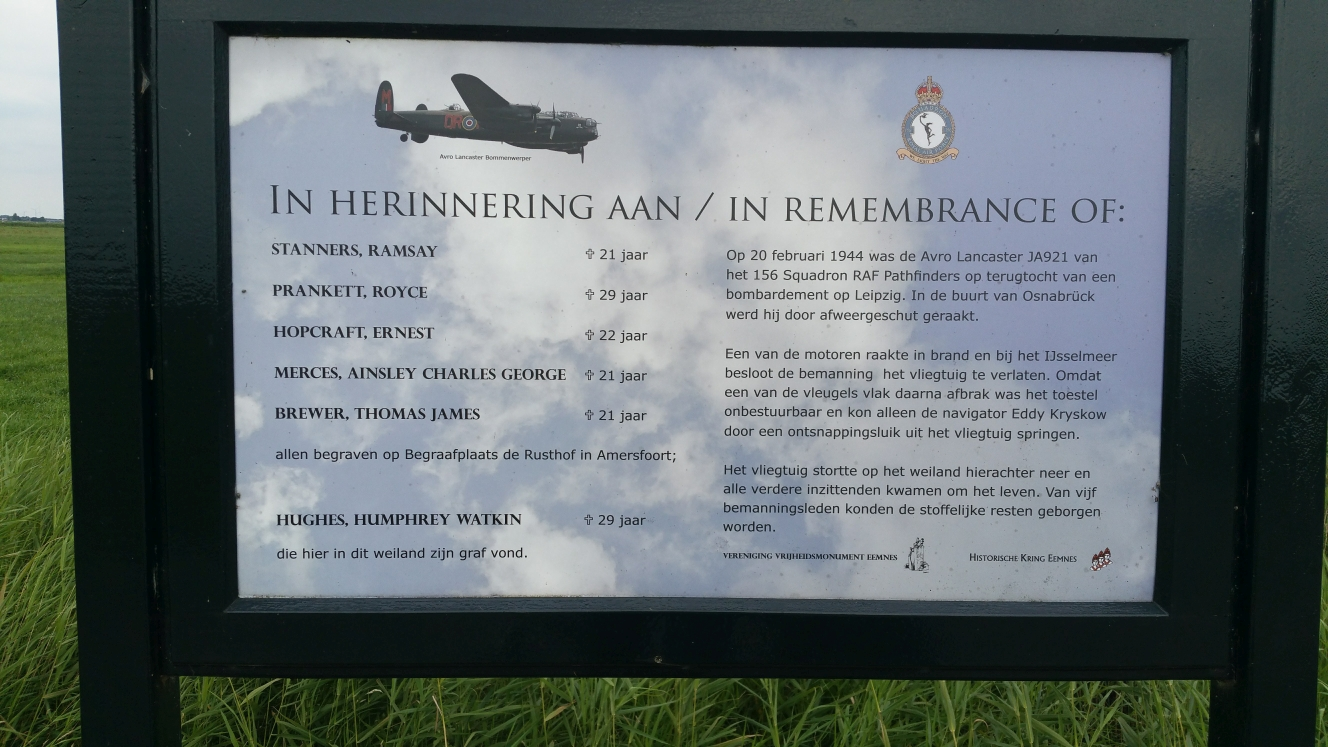
Gedenkbord Eemnespolder

Het gedenkbord Eemnesserpolder in Eemnes is ter herinnering aan de bemanning van het geallieerde vliegtuig, dat zwaar beschadigd na een missie op Duitsland, hier op 20 februari 1944 brandend neerstortte. 
Van de 7-koppige bemanning kon maar één lid zijn leven redden door vlak voor de crash uit het toestel te springen; de andere zes kwamen om het leven. Van vijf van hen werden stoffelijke resten geborgen, de radiotelegrafist sergeant Humphrey Watkin Hughes werd niet teruggevonden. Hij vond zijn graf in de diepe krater, die het vliegtuig in de grond sloeg. De geborgen bemanningsleden liggen op de begraafplaats 'De Rusthof' bij Amersfoort begraven. De stoffelijke resten van Humphrey zijn in het veldgraf blijven rusten.

## Omgekomen bemanningsleden
- Ramsay Stanners, 21 jaar,
- Royce Prankett, 29 jaar,
- Ernest Hopcraft, 22 jaar,
- Ainsley Charles George Merces, 21 jaar,
- Thomas James Brewer, 21 jaar,
- Humphrey Watkin Hughes, 29 jaar.